# Josip Adamić
Josip Adamić - Edo (Vezišće kraj Čazme, 14. travnja 1907. — Zagreb, 15. listopada 1931.) bio je politički radnik i tajnik Mjesnog komiteta SKOJ-a za Zagreb.

## Životopis
Rođen je 14. travnja 1907. u selu Vezišću kraj Čazme. Dok je bio stolarski šegrt, postao je član Saveza komunističke omladine Jugoslavije (SKOJ) 1926. godine. Tada je bio aktivan u radu podružnice Saveza drvodjeljaca (Nezavisni sindikati) u Zagrebu. Služeći vojni rok u Boki kotorskoj 1928. godine, širio je antimilitarističku propagandu u Ratnoj mornarici i pri tom radio na stvaranju organizacije SKOJ-a. 
Poslije služenja vojnog roka vratio se Zagreb i radio u sindikatima. Godine 1930., primljen je u članstvo Komunističke partije Jugoslavije, a 1931. bio je izabran za tajnika Mjesnog komiteta SKOJ-a za Zagreb. Surađivao je s Josipom Debeljakom, nakon što je ovaj bio izabran na funkciju tajnika Centralnog komiteta SKOJ-a. 
Adamića su ubili, 15. listopada 1931. godine, u zagrebačkom naselju Svetice policijski agenti, koji su pokušali uhititi Josipa Debeljaka.
Poslije rata je sahranjen u Grobnicu narodnih heroja na zagrebačkom groblju Mirogoju.